# Melihate Ajeti
Melihate Ajeti, född 1935 i Pristina i Kosovo, död 2005, var en albansk skådespelare. Hon var verksam vid teatern och inom filmen.